# Rossana Balduzzi Gastini
Rossana Balduzzi Gastini (Alexandrie, 25 février 1963) est une femme de lettres et architecte italienne.

## Biographie
Elle étudie au Liceo classico Giovanni Plana di Alessandria et puis l'architecture à l'École polytechnique de Milan. Elle commence sa carrière littéraire avec le thriller psychologique Life on Loan (Vita in prestito). 
Sa fille Marta Gastini est actrice.

## Œuvre
- Life on Loan, 2013
- Covered, 2015
- Regreso a la vida, 2015
- Giuseppe Borsalino, 2018